# 冷泉鎮區 (伊利諾伊州謝爾比縣)
冷泉鎮區（英語：Cold Spring Township）是位於美國伊利諾伊州謝爾比縣的一個行政鎮區。

## 地方資料
根據2010年美國人口普查的數據，冷泉鎮區的面積為90.60平方千米，當中陸地面積為90.60平方千米，而水域面積為0.00平方千米。當地共有人口432人，而人口密度為每平方千米4.77人。